# Augustus FitzRoy (7. książę Grafton)

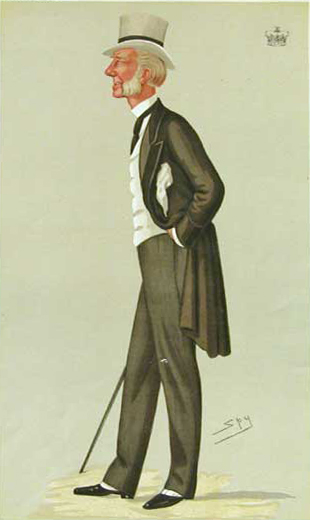
Augustus FitzRoy

Augustus Charles Lennox FitzRoy (ur. 22 czerwca 1821 w Londynie, zm. 4 grudnia 1918 w Wakefield Lodge, Northamptonshire) – brytyjski arystokrata, młodszy syn Henry’ego FitzRoya, 5. księcia Grafton i Mary Caroline Berkeley, córki admirała George’a Berkeleya. Kawaler Orderu Podwiązki i Orderu Łaźni. Po bezpotomnej śmierci swojego starszego brata, Williama, odziedziczył tytuł księcia Grafton i zasiadł w Izbie Lordów.
9 czerwca 1847 r. w Londynie, poślubił Anne Balfour (15 czerwca 1825 - 23 grudnia 1857), córkę Jamesa Balfoura i lady Eleanor Maitland, córkę 8. hrabiego Lauderdale. Augustus i Anne mieli razem trzech synów i córkę:
- Eleanor FitzRoy (zm. 15 września 1905), żona Herberta FitzRoya Eatona, majora Waltera Harborda i majora Herberta Richarda Magniaca
- Henry James FitzRoy (28 listopada 1848 - 10 maja 1912), hrabia Euston, ożenił się z Kate Walsh, nie miał dzieci
- Alfred William Maitland FitzRoy (3 marca 1850 - 10 stycznia 1930), 8. książę Grafton
- Charles Edward FitzRoy (9 grudnia 1857 - 27 sierpnia 1911), ożenił się z Ismay Mary Helen Augustą FitzRoy, miał dzieci, jednym z jego synów był 10. książę Grafton